# 갈산

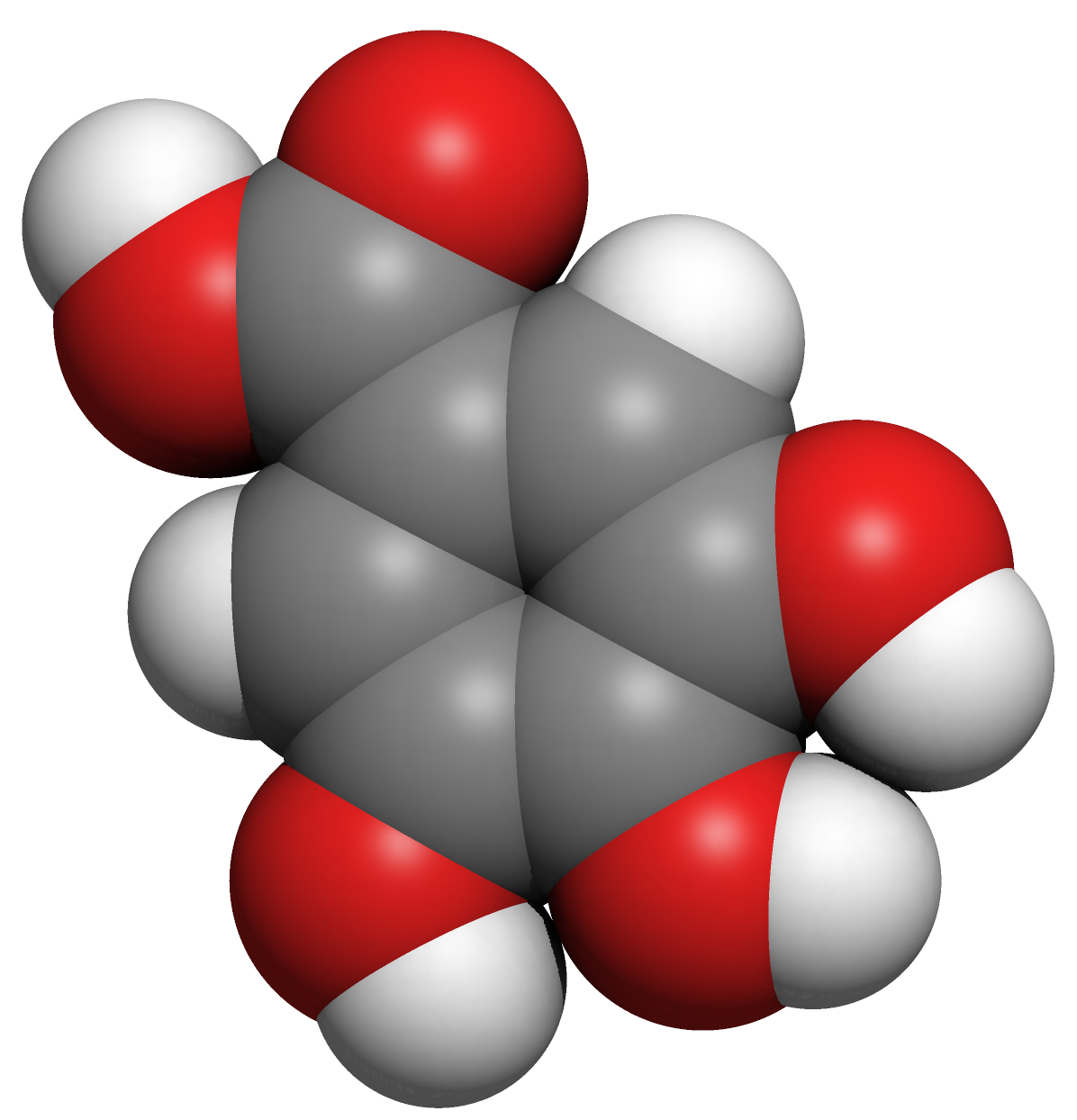

갈산(영어: gallic acid,-酸)의 옥시벤존산에 해당되며, 분자식은 C7H6O5이고, 시성식은 C6H2(OH)3COOH이다. 몰식자산이라고도 불린다.

## 제조법
일반적으로, 탄닌을 가수분해에서 얻는다.

## 성질
약간 산성이며, 긴 침상결정으로 무색이고 냄새가 없으며, 떫은 맛을 가졌다.

## 용도
사진의 염료, 청색 잉크의 제조 외에는 지혈제로 쓰인다.

## 같이 보기
- 산화방지제